# Классик (фильм)
«Классик» — российский кинофильм 1998 года режиссёра Георгия Шенгелии.

## Сюжет
Областной авторитет и матёрый профессионал-бильярдист Андрей Савицкий захватывает крупную сумму денег, собранную московским обществом бильярдистов для благотворительных целей (строительство санатория для пожилых игроков, многие из которых учили членов общества). Выживший после налёта Инкассатор требует право силовой расправы над Савицким, однако Кирилл Ермолаев, президент Федерации русского бильярда по кличке Смокинг, решает разыграть с зазнавшимся авторитетом «свою партию» и направить к Савицкому игрока-виртуоза по прозвищу Классик, который должен вызвать того на дуэль и обыграть на крупную сумму. Узнав об этом, Савицкий решает пойти на игру, но выиграть её любыми средствами, для чего закладывает под будущую ставку весь бизнес.
Вскоре в город прибывает Николай Васильевич Горский, скрывающийся под видом состоятельного писателя и сценариста, в сопровождении телохранителя Юрия. Вечером Савицкий пробует Горского в игре, который без особого напряжения обыгрывает завсегдатаев бильярдной (людей Савицкого). Теперь Савицкий уверен, что это и есть тот самый Классик. В итоге мастера якобы спонтанно договариваются на партию в «американку» с крупной ставкой в 150 тысяч долларов с каждого, причём отказ от игры под любым предлогом считается проигрышем, а в качестве арбитра и хранителя призового фонда приглашают известного авторитета Монарха.
План Савицкого — вывести из игры Классика и засчитать победу по особым условиям. В ночь перед игрой Горскому в якобы случайной драке ломают руку. Горский и Юрий, зная, что в гостиничном номере компаньонов их подслушивает пассия Савицкого Лиля (с которой у Юрия роман), договариваются, что Юрий будет играть вместо Горского. Чтобы «уравнять» шансы, Горский демонстрирует набор «специальных» бильярдных шаров и электронную систему, которая якобы позволит загонять шары по нажатию кнопки на пульте управления. Савицкий, узнав об этом от Лили, обезвреживает систему, тем самым, как он думает, окончательно гарантируя себе победу.
Утром Савицкий под давлением Монарха соглашается всё же провести дуэль с Юрием, а не с Горским. Юрий неожиданно мастерски выигрывает партию (причём «с одного кия»), начав её с легендарного «удара Лемана», и объявляет, что он и есть настоящий Классик. Предвидя вероятное жульничество со стороны Савицкого, компаньоны выдали Горского за Классика, чтобы обеспечить безопасное участие настоящего мастера. Впечатлённый Монарх позволяет Юрию и Горскому забрать выигрыш, и компаньоны, несмотря на противодействие людей Савицкого, спешно уезжают в Москву. Савицкий остается рассчитываться с партнёром по долгам всем своим имуществом.
В финальной сцене показывается собрание бильярдистов, где присутствуют Николай и Юрий. Приглашается почетный игрок — Вася Резаный, страдающий болезнью Паркинсона, и ему даётся право первого удара. Трясущимися руками Вася берёт кий и готовится к удару. За миг до удара тремор прекращается, и происходит удар, которым кладётся сразу 4 шара.

### Место съёмок
Фильм снят в городе Суздаль Владимирской области на территории гостиничного комплекса «Суздаль».

## Съёмочная группа
| Автор сценария  | Павел Чухрай (сюжет); Елена Караваешникова, Георгий Шенгелия |
| Режиссёр        | Георгий Шенгелия                                             |
| Оператор        | Илья Дёмин                                                   |
| Художник        | Леван Шенгелия                                               |
| Композитор      | Андрей Батурин                                               |
| Директор фильма | Галина Белинская                                             |

## В ролях
| Актёр                      | Роль                                                        |
| -------------------------- | ----------------------------------------------------------- |
| Сергей Никоненко           | Николай Васильевич Горский                                  |
| Алексей Гуськов            | Юрий, «Классик»                                             |
| Юозас Будрайтис            | (озвучивание: Всеволод Абдулов) — Андрей Андреевич Савицкий |
| Лидия Вележева             | Лиля                                                        |
| Валерий Баринов            | хозяин особняка                                             |
| Анатолий Журавлёв          | (озвучивание: Дмитрий Матвеев) — «Инкассатор»               |
| Владимир Зельдин           | Вася Резаный                                                |
| Александр Панкратов-Чёрный | Витёк-дальнобойщик                                          |
| Евгений Серов              | Финиш                                                       |
| Валентина Теличкина        | Ирина                                                       |
| Валерий Фрид               | Старик                                                      |
| Валерий Сёмин              | эпизод                                                      |
| Михаил Шашков              | Крючок                                                      |
| Владимир Этуш              | авторитет «Монарх»                                          |
| Вадим Украинцев            | телохранитель «Монарха»                                     |
| Алексей Крыченков          | (озвучивание: Дмитрий Матвеев) — человек в бильярдной       |
| Владимир Литвинов          | Кирилл Владимирович Ермолаев (Смокинг)                      |

## Награды
- 1999 — приз за лучшую главную мужскую роль на КФ «Созвездие» (Сергей Никоненко)
- 1999 — приз за лучшую мужскую роль второго плана на КФ «Созвездие» (Алексей Гуськов)
- 1999 — номинация на приз Киноакадемии «Ника—99» в категории «Лучшая мужская роль» (Сергей Никоненко)